# Jankovich István (táblabíró)
Pribéri és vuchini Jankovich István (Szőlősgyörök, Somogy vármegye, 1793. július 2.–Terezovac, Verőce vármegye, 1865. január 25.), több vármegye táblabírája, nagybirtokos.

## Élete
A tekintélyes és jómódú pribéri és vuchini Jankovich család sarja. Apja pribéri Jankovich János (1753–1817), a Hétszemélyes Tábla ülnöke (septemvir), nagybirtokos, anyja báró Püchler Terézia (1758–1852) volt. Az apai nagyszülei pribéri Jankovich Antal (1730–1765), horvátországi követ, királyi tanácsos, földbirtokos, és galánthai Fekete Julianna (1734–1815) voltak. Az anyai nagyszülei az osztrák származású báró Püchler Károly József, földbirtokos, II. József magyar király kabineti titkára, és Anna Marie von Ungerchtsperg voltak. Jankovich István fivére pribéri és vuchini Jankovich Antal (1784–1849), királyi kamarás, Verőce vármegye követe, aranysarkantyús vitéz, nagybirtokos, akinek a felesége gróf németújvári Batthyány Alojzia (1787–1820) volt.
Tudományos kiképeztetése szüleinek kiváló gondját képezte, miről a bölcsészeti osztályok és utóbb az egyetemen nyert sikeres bizonyítványok tanúskodnak. Nagy vagyont örökölt apjától; Somogy vármegye leggazdagabb földbirtokosoknak az egyike volt. Mint kiváló jó gazda testvéreinek bizalma folytan az osztatlan magyarországi birtokok vezetésével bízták meg. Később Vuchint is átvette. Barátságos magyar alak. Előzékeny annyira, hogy a köszöntésben megelőzni nem lehetett. Gazdatisztjei iránt igazi családias jóindulattal volt és nem ritkán előhúzta dohányzacskóját, és tisztjét „reágyujtásra“ hívta fel. Cselédei iránti atyai jóindulata, és ezzel kapcsolatos igazságossága jellemzik. Előbb alapos meggyőződést szerzett minden oldalról, és csak azután nyilvánitotta véleményét. Jankovich Xavér Ferenc, ki Szőcsényt eladta gróf Szécsenyinek, Lellét és Látrányt megvette. Ezeket harminc évi birtoklás után a Jankovich testvérekkel elcserélte. Az egyezség megtörtént, de Xaver megbánta és tízezer forinttal többet kért. Mikor az egyezség ezen egyoldalú felbontásának okát kérdezték, egyszerűen azt felelte „Situs et amoenitas loci 10.000 frt.“ Tehát a vidék szépségét becsülte tízezerre. Jankovich István, egy magyar főúrhoz méltóan fia neéveltetésére kiváló gondot fordított. 1833. október 1-én szerződést köt Forinyák budapesti ügyvéddel, ki is az ifjú Jankovich József gondozását magára vállalta az iskolai évek során keresztül. 1843-ban István megosztozik Antallal a magyar részeken. Jankovich István leginkább Terezovácon lakott, de nagyon sokat tartózkodott Somogybán is, és a halál itt érte Szöllős-Györökön, honnét tetemei Terezovácra szállíttattak.

## Házassága és leszármazottjai
1820. április 20-ikán házasságra lépett báró Laffert Amália (*1800–†Szőlősgyörök, 1828. február 6.) bárónővel, báró Laffert Vince (1762–1834), táblabíró, császári és királyi kamarás, huszárhadnagy, földbirtokos, a Ludovika Akadémia egyik alapítója és Vittdorf Ilona (1767-1811) bárónő leányával. Az apai nagyszülei báró Laffert Ferdinánd (1718–1793), magyar királyi udvari tanácsos, kamarai tanácsos, földbirtokos, valamint gróf cserneki és tarkeői Dessewffy Róza voltak. Ugyazon évi május 10-ikén pedig Istvánnak nővérét Jankovich Teréziát, báró Laffert Vince fia, Laffert Ignác báró, vette nőül. Laffert Ferdinánd báróné gróf Dessewffy Róza szülei gróf cserneki és tarkeői Dessewffy Sámuel (1711–1776), Sáros vármegye főispánja, földbirtokos és Palocsay Horváth Klára voltak. Jankovich István és báró Laffert Amália frigyéből egyetlenegy fiúgyermek vitte tovább a családot:
- Jankovich-Bésán József (*Szőlősgyörök, 1825. szeptember 8.–†Öreglak, 1914. június 20.), öreglaki nagybirtokos, felsőházi tag (1887. december 22.-én királyi engedélyt szerzett a "Jankovich-Bésán" név viselésére).[4] Neje: vizeki Tallián Matild (*Ádánd, 1821. szeptember 23.–†Öreglak, 1888. február 29.).[5] Jankovich-Bésán József és Tallián Matild dédunokája gróf Jankovich-Bésán József nagybirtokos, a főrendiház örökös tagja, katonatiszt.